# Corneille de Guam
Corvus kubaryi
Espèce
Statut de conservation UICN

 CR A2bcde+3bcde+4bcde;C2a(i,ii) : 
En danger critique
La Corneille de Guam ou Corneille des Mariannes (Corvus kubaryi) est une espèce d'oiseaux appartenant à la famille des Corvidae.

## Description
La Corneille de Guam est assez petite (environ 40 cm). Elle présente un plumage noir mat et un bec assez long.

## Répartition
Cet oiseau est endémique de deux îles de l'archipel des Mariannes (Guam et Rota) où il est le seul appartenant au genre Corvus.
Une étude menée par des ornithologues de l'université de Washington montre que son faible taux de survie (inférieur à 40 % lors de la première année) ferait disparaître l'espèce de la surface de la Terre d'ici 75 ans.